# Сотніченко Андрій Іванович
Андрій Іванович Сотніченко — полковник Збройних сил України, учасник російсько-української війни.

## Життєпис
У серпні 2024 року обіймав посаду командира 153-ї механізованої бригади.
29 серпня 2024 року Сотніченко привітав військовослужбовців 153-ї бригади з річницею створення, а також підтвердив, що деякі воїни беруть участь у наступальній операції в Курській області, змушуючи війська окупантів відступити від українських кордонів.

## Нагороди
- Орден Данила Галицького (28 червня 2022)[3]